# بیسموت-۲۰۹

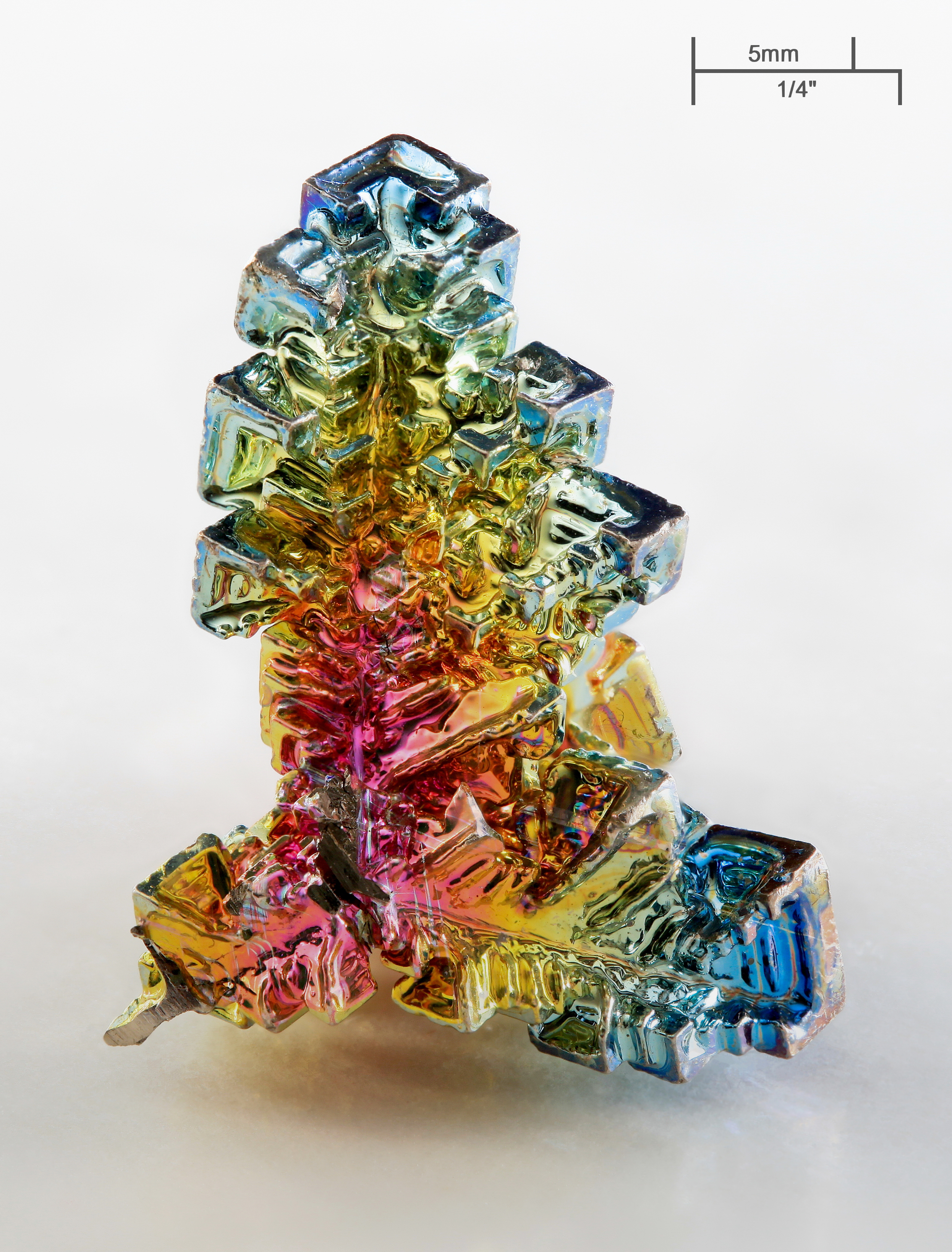
کریستال بیسموت

بیسموت-۲۰۹ (۲۰۹Bi) ایزوتوپ عنصر بیسموت با طولانی‌ترین نیمه عمر شناخته شده در بین کلیه رادیو ایزوتوپ‌هایی است که تحت واپاشی آلفا قرار دارند. دارای ۸۳ پروتون و تعداد جادویی ۱۲۶ نوترون و جرم اتمی ۲۰۸٫۹۸۰۳۹۸۷ amu (واحد جرم اتمی) است. بیسموت اولیه کاملاً از این ایزوتوپ تشکیل شده‌است.

## کاربردها
۲۱۰Po را می‌توان با بمباران ۲۰۹Bi با نوترون در یک رآکتور هسته‌ای تولید کرد. فقط هر ساله حدود ۱۰۰ گرم ۲۱۰Po تولید می‌شود. همچنین می‌توان آستاتین را با بمباران ۲۰۹Bi با ذرات آلفا تولید کرد.